# Comuna Oporelu, Olt
Oporelu este o comună în județul Olt, Muntenia, România, formată din satele Beria de Jos, Beria de Sus, Oporelu (reședința) și Rădești.

## Demografie
Componența etnică a comunei Oporelu
     Români (93,99%)
     Alte etnii (6,01%)
Componența confesională a comunei Oporelu
     Ortodocși (93,89%)
     Alte religii (6,11%)
Conform recensământului efectuat în 2021, populația comunei Oporelu se ridică la 1.015 locuitori, în scădere față de recensământul anterior din 2011, când fuseseră înregistrați 1.250 de locuitori. Majoritatea locuitorilor sunt români (93,99%). Din punct de vedere confesional, majoritatea locuitorilor sunt ortodocși (93,89%).

## Politică și administrație
Comuna Oporelu este administrată de un primar și un consiliu local compus din 9 consilieri. Primarul, Valerin Ion Burciu[*], de la Partidul Social Democrat, este în funcție din 2008. Începând cu alegerile locale din 2024, consiliul local are următoarea componență pe partide politice:
|  | Partid                    | Consilieri | Componența Consiliului | Componența Consiliului | Componența Consiliului | Componența Consiliului | Componența Consiliului |
|  | ------------------------- | ---------- | ---------------------- | ---------------------- | ---------------------- | ---------------------- | ---------------------- |
|  | Partidul Social Democrat  | 5          |                        |                        |                        |                        |                        |
|  | Partidul Național Liberal | 4          |                        |                        |                        |                        |                        |